# تيفون جيبي
تَيفُون جيبي أو إعصار جيبي الاستوائي (بالإنجليزية: Typhoon Jebi)‏ حاليًا هو إعصار خارج استوائي ضَعيف فَوقَ بريمورسكي كراي في روسيا. يرتبط تَيفُون جيبي بأكبر إعصار استوائي في نصف الأرض الشمالي في عام 2018، ويعتبر أقوى إعصار يضرب اليابان منذ تيفون يانسي عام 1993. تشكّل تيفون جيبي في 29 أغسطس ويحمل رقم 21 ضمن موسم أعاصير المحيط الهادئ الاستوائية السنوية. سُرعان ما تطور إلى تيفون في اليوم التالي ووصل ذروته في 31 أغسطس بعد ضرب جزر ماريانا الشمالية. في 2 سبتمبر بدأ تيفون جيبي ضعيفًا بطيئًا، وفي 4 سبتمبر وصل إلى اليابسة فوق شيكوكو ثم منطقة كانساي في اليابان كإعصار قوي جدًا.

## التاريخ الجوي
تشكّلت منطقة الضغط المنخفض بالقرب من جزر مارشال في وقت مبكر من يوم 25 أغسطس. ومع ذلك فقد حذرت وكالة الأرصاد الجوية اليابانية يوم 27 آب/أغسطس من قوة الإعصار الاستوائي. في وقت مبكر من 28 أغسطس؛ تم تحديث تحذير الوكالة حيث أكّدت على أنّ ما هو قادمٌ هو عبارة عن عاصفة استوائية وقد يُخلّف ضررًا في المنطقة المعنية. بحلول 29 آب/أغسطس؛ حدثت الوكالة اليابانية تحذيراتها حيث أكّدت هذه المرّة على أنّه إعصار قوي مع مركز وتكاثف سريع.
بحلول يوم 4 سبتمبر؛ وصلَ جيبي إلَى يابسة الجزء الجنوبي من محافظة توكوشيما وذلكَ في حوالي الساعة 12:00 بتوقيت الياباني (03:00 حسبَ التوقيت العالمي). عبر الإعصار إلى خليج أوساكا ومن ثم كوبي فوصلَ إلى محافظة هيوغو في حوالي الساعة 14:00 بالتوقيت الياباني (05:00 بالتوقيت العالمي). وصلَ الإعصار في وقتٍ لاحق إلى مُحافظتي أوساكا وكيوتو قبل أن «يستقرّ» في نهاية المطاف في بحر اليابان بعد وقت قصير من الساعة 15:00 حسب توقيت اليابان (06:00 حسبَ التوقيت العالمي).
تشكّلَت في نفسِ الوقت جبهة باردة في الجنوب الغربي مما تسبّبَ في بداية إعصار خارج استوائي. في يوم 5 سبتمبر من نفس العام؛ أصدرت الوكالة اليابانية تحذيرا نهائيا وذلك على السّاعة 00:00 بالتوقيت الياباني. انخفضَ جيبي إلى عاصفة استوائية شديدة على الساعة الثالثة بالتوقيت الياباني وذلك في هوكايدو. انتقلت العاصفة تمامًا إلى إعصار خارج استوائي قبالة سواحل بريمورسكي كراي في روسيا وذلكَ قبل 10:00 بالتوقيت الروسي (00:00 حسبَ التوقيت العالمي).

## الآثار

### تايوان
جلبَ إعصار تيفون جيبي أموجًا كبيرة إلى الساحل الشرقي من تايوان وذلك في 2 ثم 3 من شهر سبتمبر. وصلت الأمواج حدّ الشمال الشرقي من جزر ريوكيو. تسبّبت شدة الإعصار يوم 2 سبتمبر في وفاة 5 أشخاص وذلكَ على شاطئ نان تونشيب في مقاطعة ييلان. ارتفعت الحصيلة في نفس اليوم إلى ستّ أشخاص وذلك بعد وفاة شخص آخر في شاطئ نايبي في بلدة سوآو. في صباح اليوم التالي؛ جرفت الأمواج امرأة في منتصف العمر على شاطئ نايبي. أفاد تقرير للشرطة أن السيّدة كانت تُبحر عندما ضربتها الأمواج وبقيت في المحيط لمدّة مما تسبب في وفاتها فيما شكّك البعض في فرضية انتحارها حسب ما تداولتهُ بعضُ وسائل الإعلام.

### اليابان
لطالَما ضربت الأعاصير المدارية الشديدة يابسة اليابان على أكثر من 25 عامًا مما تسبب في حصول كوارث كبيرة في منطقة كانساي. تسبّب هذا الإعصار في وفاة ما لا يقل عن 11 شخصًا مع إصابةَ 600 آخرين بجروح مُتفاوتة الخطورة في جميع أنحاء المنطقة. نجم عن الإعصار والفيضانات كذلك إغلاق مطار كانساي الدولي الذي يُعدّ واحدًا من أهم مراكز النقل في اليابان. بسبب سوء الأحوال الجويّة فقد اصطدمت ناقلة وقود بجسر بوابة مما تسبب في تضررها بشدّة هذا ناهيك عن قطع الطريق إلى المطار وترك أكثر من 3000 مسافر وموظف عالقين في المكان. تسبّبَ الاعصار كذلكَ في تأخير كبير في خطوط القطارات كما أغلقت شركة يونيفرسال ستوديوز مقرّها ومحلاتها في أوساكا.
قدرت الخسائر الاقتصادية الإجمالية في اليابان بحوالي 12.6 مليار دولار أمريكي.